# Walentynów (gromada w powiecie łukowskim)
Walentynów – dawna gromada, czyli najmniejsza jednostka podziału terytorialnego Polskiej Rzeczypospolitej Ludowej w latach 1954–1972.
Gromady, z gromadzkimi radami narodowymi (GRN) jako organami władzy najniższego stopnia na wsi, funkcjonowały od reformy reorganizującej administrację wiejską przeprowadzonej jesienią 1954 do momentu ich zniesienia z dniem 1 stycznia 1973, tym samym wypierając organizację gminną w latach 1954–1972.
Gromadę Walentynów z siedzibą GRN w Walentynowie utworzono – jako jedną z 8759 gromad na obszarze Polski – w powiecie łukowskim w woj. lubelskim na mocy uchwały nr 13 WRN w Lublinie z dnia 5 października 1954. W skład jednostki weszły obszary dotychczasowych gromad Walentynów, Ferdynandów, Podlodówka, Niedźwiedź i Lendo Wielkie ze zniesionej gminy Łysobyki w tymże powiecie. Dla gromady ustalono 15 członków gromadzkiej rady narodowej.
31 grudnia 1959 (1 stycznia 1960):
- z gromady Walentynów wyłączono wieś Ferdynandów, włączając jej obszar do gromady Wola Gułowska w powiecie łukowskim w woj. lubelskim[9],
- po czym gromadę Walentynów włączono do powiatu ryckiego w woj. warszawskim[10], gdzie równocześnie została zniesiona a jej (pozostały) obszar włączony:
  - do gromady Nowodwór w powiecie ryckim (wsie Lendo Wielkie i Niedźwiedź oraz kolonie Kalinowy Dół i Zielony Kąt)[11],
  - do gromady Sobieszyn w powiecie ryckim (Walentynów i Podlodówka)[12].